# Godnów (Kruszyn)
Godnów (niem. Gnadenberg) – część wsi Kruszyn, położona w województwie dolnośląskim, powiecie bolesławieckim, gminie Bolesławiec. 
W latach 1975–1998 Godnów należał administracyjnie do województwa jeleniogórskiego.

## Historia
Godnów został założony przez Braci Morawskich 6 marca 1743 z Herrnhut w ramach działalności misyjnej na gruntach hrabiego von Falkenheyna. Na uroczystość wmurowania kamienia węgielnego pod budynek zboru i pobłogosławienia gruntu pod cmentarz zaproszono założyciela wspólnoty hrabiego Nicolausa Ludwiga von Zinzendorfa i Martina Dobera, który był bratem rodzonym Leonarda Dobera, pierwszego misjonarza wysłanego z Herrnhut na wyspę St. Tomas w 1732. W akcie założycielskim wyznaczono 68 działek budowlanych położonych na planie krzyża, na przecięciu ramion miał powstać zbór. Ponadto jak w każdej osadzie Braci Morawskich powstały: dom dla wdów i wdowców, szkoła, internat, sierociniec, szpital, dom dla sióstr stanu wolnego, dom dla braci stanu wolnego, dom dla misjonarzy, domy diaspory (dla prześladowanych braci i sióstr przybyłych z innych regionów lub krajów), warsztaty rzemieślnicze, zakłady i fabryki,. 
W 1906 powstała linia kolejowa łącząca Bolesławiec z Nową Wsią Grodziską, ze stacją w Godnowie (zamknięta w 2000, zlikwidowana w 2008). W 1973 wieś Godnów stała się częścią wsi Kruszyn.